# Катранка
Катра́нка (укр. Катранка) — посёлок, относящийся к территории села Лиман Татарбунарского района Одесской области Украины.

## Расположение
Катранка находится на юго-востоке Татарбунарского района на побережье Чёрного моря между озерами Сасык (Кундук) и Джантшейским. Посёлок представляет собой бальнео-грязевый курорт, расположенный, как и курорт Рассейка возле целебного лимана Шаганы. Морская коса отделена от жилой зоны курорта озером Джанштейским, через который проложено два пешеходных моста. Длина морской косы с пляжами составляет около 50 км, ширина 100—300 м.
Лиман Шаганы имеет статус водно-болотного угодья международного значения и является месторождением лечебных грязей, которые используются для лечения и профилактики заболеваний опорно-двигательного аппарата, ревматизма, заболеваний кожи.

## Курортная база
На территории Катранки расположено более десятка баз отдыха. Недалеко от курорта находится Украинская Венеция город Вилково. Из Катранки организовываются экскурсии с посещением Дунайского биосферного заповедника, «нулевого» километра Дуная и рыбного базара.

## Транспорт
Автомобильный транспорт является основным в поселке. Приехать в Катранку можно одним из нижеперечисленных способов:
- автобусным маршрутом «Одесса — Приморское» от автостанции в районе рынка «Привоз» г. Одессы. Следовать к с. Лиман, затем на маршрутном такси на курорт «Катранка»;
- любым автобусным маршрутом через Татарбунары. Из Татарбунар на маршрутном такси или автобусе до курорта «Катранка» (с. Лиман);
- автобусным маршрутом «Киев — Измаил» или «Киев — Килия», ежедневно вечером от центрального автовокзала г. Киева, следовать до города Татарбунары, затем маршрутным такси на курорт «Катранка».
- личным автотранспортом можно доехать за 2 часа по автотрассе Одесса — Рени (через Маяки, Монаши, Сарату, Билолисся, Трапивку и Лиман).